# Liste der Bodendenkmale in Häuslingen
In der Liste der Bodendenkmale in Häuslingen sind alle Bodendenkmale der niedersächsischen Gemeinde Häuslingen aufgelistet. Die Quelle ist der Denkmalatlas Niedersachsen. 
Der Stand der Liste ist der 17. November 2024.
Allgemein

Häuslingen im Heidekreis

In den Spalten finden sich folgende Informationen des Bodendenkmales:
Lagegeographische Koordinaten
BezeichnungBezeichnung lt. Denkmalatlas
BeschreibungBeschreibung lt. Denkmalatlas
IDObjekt-ID
BildBild, ggf. zusätzlich mit Link zu weiteren Fotos im Medienarchiv Wikimedia Commons.

## Groß Häuslingen
| Lage                        | Bezeichnung                   | Beschreibung | ID       | Bild |
| --------------------------- | ----------------------------- | --- | -------- | ---- |
| 52° 49′ 8″ N, 9° 22′ 52″ O  | Groß Häuslingen 9, Grabhügel  | Durchmesser ca. 19 m und Höhe ca. 0,5 m, mit schwach abgesetzten Rand, Kuppe möglicherweise bei Anlage des Bahndammes abgetragen.                | 34822580 | BW   |
| 52° 49′ 8″ N, 9° 22′ 54″ O  | Groß Häuslingen 10, Grabhügel | Durchmesser ca. 19 m und Höhe ca. 0,5 m, das Zentrum wahrscheinlich bei Anlage des Bahndammes abgetragen. Rand schwach abgesetzt.                | 34822581 | BW   |
| 52° 48′ 12″ N, 9° 24′ 19″ O | Groß Häuslingen 16, Grabhügel | Durchmesser ca. 12 m und Höhe ca. 1,1 m, ebenmäßig gewölbt mit abgesetztem Rand. Nordwestrand von Bahndamm angeschnitten.                        | 34822753 | BW   |
| 52° 48′ 31″ N, 9° 24′ 37″ O | Groß Häuslingen 21, Grabhügel | Durchmesser ca. 15 m und Höhe ca. 1 m, rundlich mit flach auslaufenden Rändern.                                                                  | 34822924 | BW   |
| 52° 49′ 2″ N, 9° 23′ 10″ O  | Groß Häuslingen 22, Grabhügel | Durchmesser ca. 12 m und Höhe ca. 1 m, rundlich mit abgesetztem Rand und zentralem Kopfstich. Südwestrand durch Kleinbahnfahrdamm angeschnitten. | 34823033 | BW   |
| 52° 49′ 3″ N, 9° 23′ 12″ O  | Groß Häuslingen 23, Grabhügel | Durchmesser ca. 12 m und Höhe ca. 0,4 m, rundlich.                                                                                               | 34823034 | BW   |
| 52° 49′ 10″ N, 9° 23′ 13″ O | Groß Häuslingen 27, Grabhügel | Durchmesser ca. 19 m und Höhe ca. 0,8 m, rundlich.                                                                                               | 34823107 | BW   |
| 52° 49′ 7″ N, 9° 22′ 57″ O  | Groß Häuslingen 41, Grabhügel | Durchmesser ca. 9 m und Höhe ca. 0,5 m, rundlic mit deutlich abgesetztem Rand.                                                                   | 34823388 | BW   |

### Groß Häuslingen 29
- ID:34823234
- Gruppe von sechs Grabhügeln, davon einer zerstört.

| Lage                        | Bezeichnung        | Beschreibung | ID       | Bild |
| --------------------------- | ------------------ | --- | -------- | ---- |
| 52° 49′ 28″ N, 9° 22′ 49″ O | Groß Häuslingen 30 | Durchmesser ca. 18 m und Höhe ca. 1,5 m, rundlich.                                                                           | 34823277 | BW   |
| 52° 49′ 30″ N, 9° 22′ 46″ O | Groß Häuslingen 31 | Durchmesser ca. 18 m und Höhe ca. 1,2 m, rundlich mit abgesetztem Rand.                                                      | 34823278 | BW   |
| 52° 49′ 33″ N, 9° 22′ 40″ O | Groß Häuslingen 33 | Durchmesser ca. 19 m und Höhe ca. 1,5 m, rundlich mit zentraler muldenförmiger Vertiefung. Rand abgesetzt.                   | 34823364 | BW   |
| 52° 49′ 31″ N, 9° 22′ 39″ O | Groß Häuslingen 34 | Durchmesser ca. 15 m und Höhe ca. 1 m, rundlich. Pflanzfurchen in Nordwest-Südost Richtung. Rand abgesetzt.                  | 34823365 | BW   |
| 52° 49′ 34″ N, 9° 22′ 38″ O | Groß Häuslingen 35 | Durchmesser ca. 20 m und Höhe ca. 1,3 m, rundlich. Nordwestteil durch großflächige alte Eingrabung zerstört. Rand abgesetzt. | 34823366 | BW   |

## Klein Häuslingen
| Lage                        | Bezeichnung                    | Beschreibung | ID       | Bild |
| --------------------------- | ------------------------------ | --- | -------- | ---- |
| 52° 48′ 45″ N, 9° 21′ 24″ O | Klein Häuslingen 8, Burg       | Über das Aussehen der mittelalterlichen Burg ist nichts bekannt. Unter einem Schafstall des Gutes Klein Häuslingen II von 1706 existieren Gewölbekeller, die ihr zugeordnet werden. Im 18. Jh. war das leicht erhöhte Gutsgelände noch von Wassergräben umgeben. Das Herrenhaus von Gut Klein Häuslingen II ist ein Fachwerkbau mit massivem Erdgeschoss und Walmdach, der nach Bränden 1793 und 1885 seine heutige Gestalt erhielt. | 34822125 | BW   |
| 52° 49′ 31″ N, 9° 22′ 34″ O | Klein Häuslingen 13, Grabhügel | Durchmesser ca. 8 m und Höhe ca. 0,6 m. Durch Testschnitt wurde der Denkmalcharakter eindeutig festgestellt. Teile des Steinkranzes aus Raseneisenstein wurden freigelegt. | 34822176 | BW   |
| 52° 49′ 31″ N, 9° 22′ 35″ O | Klein Häuslingen 18, Grabhügel | Durchmesser ca. 7 m und Höhe nicht feststellbar. Ränder flach auslaufend und in den Hang übergehend. | 34822240 | BW   |